# Cacic subtropical
El cacic subtropical (Cacicus uropygialis) és un ocell de la família dels ictèrids (Icteridae).

## Hàbitat i distribució
Habita la selva i vegetació secundària de les muntanyes des de Colòmbia als Andes occidentals, Andes centrals i localment als Andes orientals, i nord-oest de Veneçuela, cap al sud, a través dels Andes de l'oest i est de l'Equador fins l'est del Perú.